# Kamienica przy pl. św. Katarzyny 4 w Toruniu
Kamienica przy pl. św. Katarzyny 4 w Toruniu – kamienica zbudowana na przełomie XIX i XX wieku, znajdująca się na Przedmieściu św. Katarzyny w Toruniu. Ma elementy w stylu neorenesansowym i neobarokowym oraz część portalową w formie pseudoryzalitu, gdzie znajduje się klatka schodowa. Pierwotnie kamienicę zwieńczała neobarokowa wieżyczka z latarnią. Kamienica figuruje w gminnej ewidencji zabytków (nr 611).
W kamienicy mieściła się Klinika Chorób Kobiecych i Chirurgicznych dr Safta. W następnych latach znajdowało się tutaj studio Pomorskiej Rozgłośni Polskiego Radia.